# Synagoge (Babčice)
Koordinaten: 49° 28′ 5,8″ N, 14° 53′ 45,5″ O

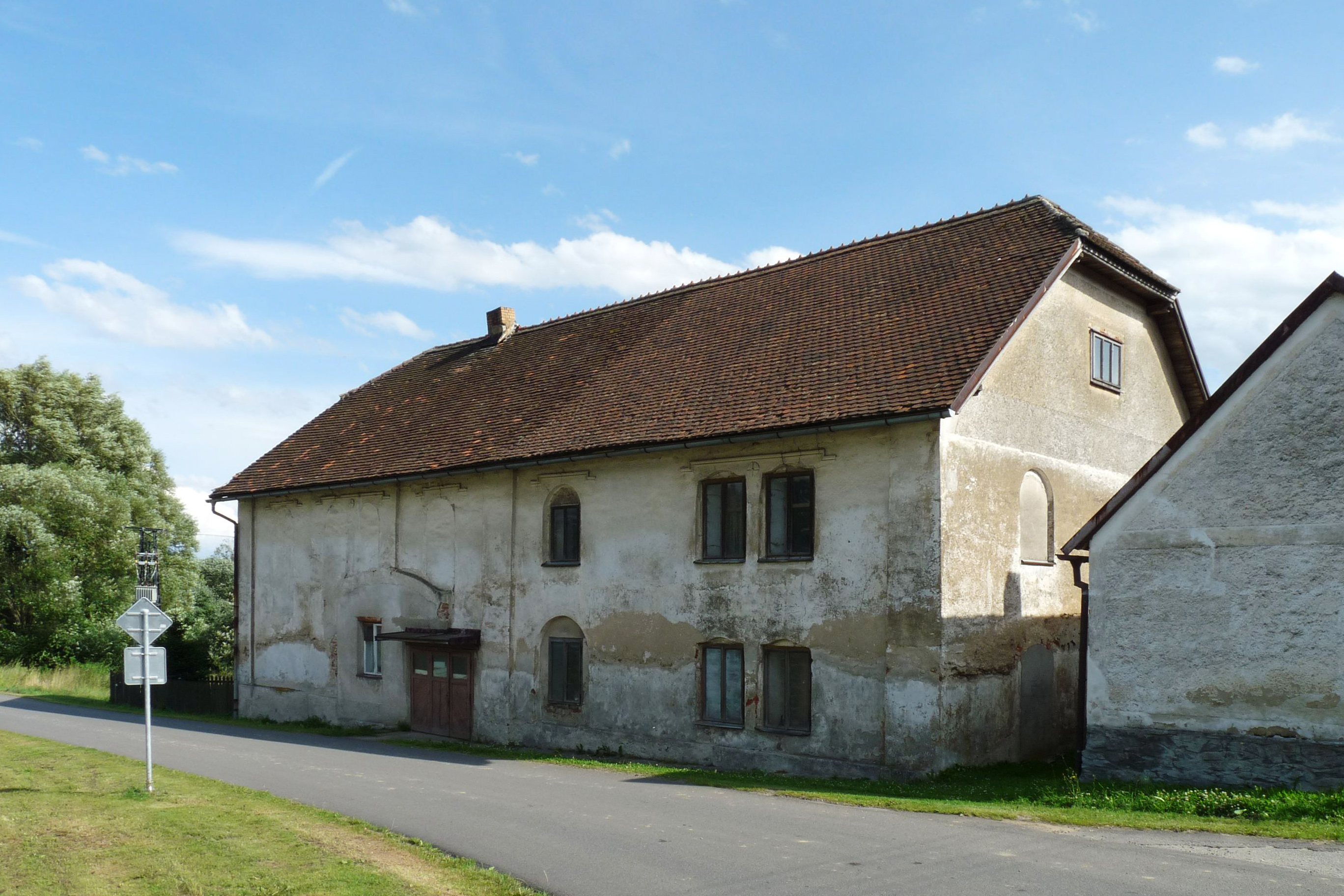
Ehemalige Synagoge in Babčice (2012)

Die Synagoge  in Babčice, einem Ortsteil der tschechischen Gemeinde Vodice u Tábora im Okres Tábor der Südböhmischen Region, wurde 1859 errichtet.
Die Synagoge mit Rundbogenfenstern wurde zu einem Wohnhaus umgebaut. 